# Delika

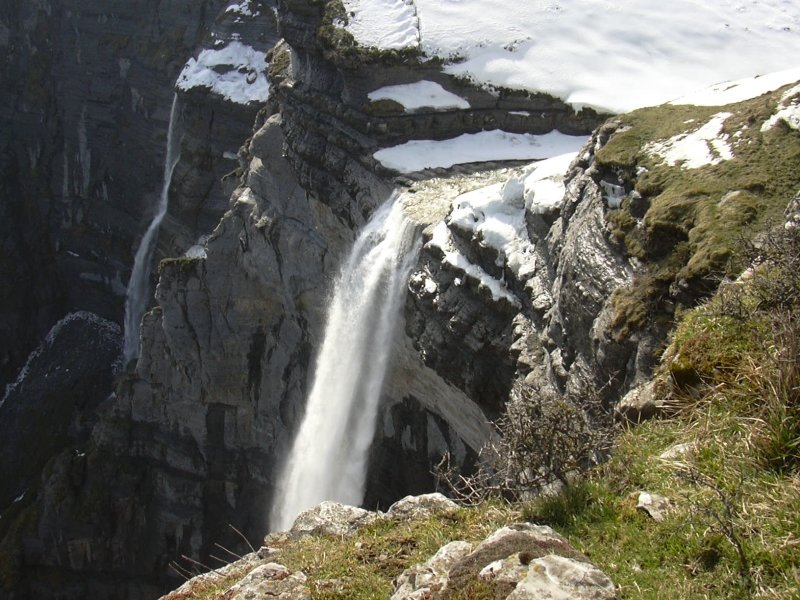
Cascada del Nerbion

Delika és un poble del municipi d'Amurrio a la província d'Àlaba (Comunitat Autònoma del País Basc). És conegut per la important cascada del riu Nerbion que, amb 222 metres de caiguda, es tracta del salt d'aigua de major altura de la península Ibèrica i el canyó (del mateix nom del poble) associat.